# Milada (jezero)
Milada (dříve užíván také název Chabařovické jezero) je rekultivační jezero vytvořené v těžební jámě hnědouhelného Dolu Chabařovice v místě bývalých obcí Lochočice, Otovice, Tuchomyšl, Zalužany a Vyklice. Má rozlohu 252,2 ha (o málo menší než Máchovo jezero), průměrnou hloubku 15,5 m a maximální hloubku 24,7 m. Objem vody činí 35 601 000 m³. Napouštění jezera započalo roku 2001 a bylo dokončeno v roce 2010. Následovaly další rekultivační práce a veřejnosti bylo jezero zpřístupněno v roce 2015. Náklady na rekultivační práce dosáhly 5 miliard korun. Toto jezero bude po dobu cca 1. poloviny 21. století druhým největším severočeským jezerem (po jezeru Most) a třetím největším v Česku vůbec (po jezeru Medard).
Jezero Milada je první velkou vodohospodářskou rekultivací v Česku – jako takové se tudíž stalo vzorem i pro další obdobné projekty v severozápadních Čechách (Ústeckém a Karlovarském kraji), kde je krajina silně narušena povrchovou těžbou uhlí a je tu do budoucna (kolem pol. 21. století) plánováno vytvoření dalších velkých jezer v jamách po bývalých dolech.

## Historie
V dubnu 1997 byla v povrchovém – původně hlubinném – dole Chabařovice ukončena těžba hnědého uhlí; zbývající zásoby uhlí byly, i přes svou vysokou kvalitu, už roku 1991 rozhodnutím vlády ČR odepsány. Vzápětí se započalo na rekultivačních pracích. Byl zvolen hydrický způsob rekultivace, napouštění vodou. (Původně se ovšem zvažovala i tzv. suchá varianta rekultivace, tj. zasypání jámy zeminou. Pro vysokou finanční náročnost ale od takového řešení bylo upuštěno.) Zatopení prosazovali i představitelé okolních obcí a měst, aby tak v budoucnu už nemohlo dojít ke snahám o znovuobnovení těžby.
Po zakrytí uhelné vrstvy, náležitém upravení břehů i okolního terénu a ucpání všech starých štol začalo 15. června 2001 napouštění jezera. Voda přitékala z nedaleké, cca 2 km západně situované nádrže Kateřina (taktéž zatopený důl[zdroj⁠?!]), a to dvojí cestou: jednak bývalým požárním vodovodem a jednak korytem obnoveného Zalužanského potoka, který přes Kateřinu protéká na východ. Od září 2008 byl potok před svým ústím do napouštěného jezera obloukem sveden nově vybudovaným korytem do pomocné protieutrofizační nádrže (na jihozápadním okraji Milady) a teprve z ní přitékala příkopem „N“ už vyčištěná voda do jezera. Rychlost napouštění byla stanovena na maximálně 700 l/s odpouštění vody z Kateřiny. Krom tohoto externího zdroje má ještě Milada své vlastní spodní („stařinové“) vody, jejichž hladina byla řízeně zvyšována/obnovována omezováním práce čerpadel. Od roku 2005 bylo čerpání zastaveno a spodní vody přes přelivový vrt, situovaný na severním břehu, volně zaplavovaly území rychlostí maximálně 54 l/s. Voda v jezeře je tak smíseninou potočních, spodních a dešťových vod. Jezero bylo do stanovené výše hladiny 145,7 m n. m. napuštěno 8. srpna 2010, po více než 9 letech.
Následně se připravovala některá území pro zainvestování a další rekultivační práce jako sázení mladých stromků a jejich následné ožínání. Očekává se mírná změna klimatu v bezprostředním okolí jezera, tj. více mlh, méně prašnosti, potlačení teplotních výkyvů. Kvalita vody bude jedním z ostře sledovaných kritérií (nedaleko od břehu se nachází mj. i bývalá skládka Chabařovice, možný zdroj postupného znečištění), které poslouží k projekci dalších hydrických rekultivací regionu.
Původně se plánovalo plné otevření jezera ke koupání a výstavbě už v roce 2012, ale později byl termín posunut až na konec roku 2015. Po čtrnáct let trvající rekultivaci, jejíž náklady dosáhly pěti miliard korun, bylo jezero nakonec otevřeno pro veřejnost v květnu 2015.
V roce 2020 nechalo krajské město umístit v prostoru jezera Milada tabule s informacemi o historii zaniklých obcí, které musely ustoupit těžbě hnědého uhlí. Na realizaci projektu se od roku 2016 podílely Muzeum města Ústí nad Labem, Palivový kombinát Ústí a Dobrovolný svazek obcí Jezero Milada.

## Fauna
V roce 2010 bylo v jezeře zjištěno 16 druhů vodních měkkýšů: 12 druhů plžů a 4 druhy mlžů.

## Využití
Jezero a jeho okolí má sloužit k rekreačním a sportovním účelům (koupání, plavání, rybaření, jachting, cyklotrasy, kolečkové brusle, kondiční běh, jízda na koni) pro obyvatele Ústí nad Labem a jeho širšího okolí. Měla by tu vzniknout i rekreační výstavba včetně přístavu.

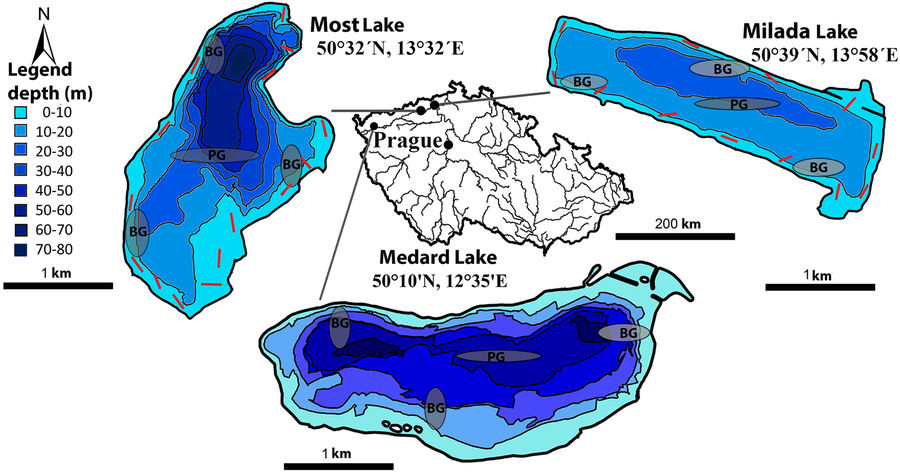
Mapka severočeských jezer, vzniklých po těžbě uhlí, s vyznačením jejich hloubky

V roce 2006 vznikl Dobrovolný svazek obcí Jezero Milada (Ústí n. L., Chabařovice, Trmice, Řehlovice, Modlany), se záměrem spravovat a přijatelně turisticky rozvíjet jezero s okolními pozemky. Zatím obce vybudovaly cyklotrasu č. 3009, která vede územím vnější výsypky lomu, s napojením na Habří a Řehlovice. V Chabařovicích navazuje na již vybudovanou cyklotrasu KČT se stejným označením, prochází okolo jezera, rozbíhá se po cestách v areálu a na konci přichází do Stadic. Zde se napojuje na cyklotrasu Přemysla Oráče (č. 3071), po které je možné vydat se do Trmic či na opačnou stranu do Úpořin.

### Spory o budoucí vývoj
Kolem jezera Milada se stále nacházejí ložiska se zhruba 150 miliony tun kvalitního hnědého uhlí. Přestože došlo ke zrušení dobývacího prostoru, zůstává na pozemcích okolo jezera chráněné ložiskové území. To v praxi znamená možnost budoucího obnovení těžby v prostoru kolem jezera a omezuje možnosti výstavby na tomto území. Přestože stát plánuje bezúplatný převod jezera na okolní obce, zrušení chráněného ložiskového území zatím odmítá. Dotyčné obce sdružené ve svazku obcí Jezero Milada se možnosti obnovení těžby obávají. Svazek obcí Jezero Milada však dosud nemá ujasněnou koncepci budoucího využití a rozvoje potenciálu jezera, bez nějž bude jeho vlastnictví značnou finanční zátěží (náklady na údržbu se pohybují okolo 11 milionů korun ročně).
Dne 3. února 2019 navrhlo ministerstvo průmyslu a obchodu, že si oblast nechá a bude v ní investovat. Jezero by se mělo stát součástí rozsáhlých zásobáren vody. Původní plán byl, že stát vytvoří jezero a města budou investovat do jeho využití a údržby. (Chabařovice měly zájem vybudovat chatovou oblast, ale nedostaly povolení báňského úřadu.) Jezero Milada je první svého druhu a je jakousi učebnicí pro další podobné projekty. Celkem bude zatopeno šest hnědouhelných dolů. Měly by být největší zásobárnou vody v ČR. V budoucnosti by mohly být propojeny vodními kanály, čímž by se ušetřily náklady na provoz. Kromě Milady vzniklo již jezero Most (na místě dolu Ležáky, resp. starého města Most, jež bylo zbořeno), dalším zatopeným bude důl ČSA, kde těžba končí asi za pět let. Vláda měla během roku 2019 rozhodnout, zda se bude nadále snažit jezero předat městům, nebo začne investovat.

### Divoká Milada
Radní Ústeckého kraje i města Ústí nad Labem se 26. května 2025 vyslovili pro podporu projektu, nazvaného Divoká Milada. Záměrem projektu je vytvořit v okolí jezera výjimečné území o rozloze zhruba 700 hektarů, které by sloužlo nejen k rekreačnímu a sportovnímu vyžití návštěvníků, ale i k ochraně přírody včetně vybudování unikátního zooparku, zaměřeného na prezentaci atraktivních velkých zvířat. Tato prezentace by měla být doplněná výzkumem jejich vlivu na ekosystémy.
Na vypracování projektu zooparku, kterí mj. počítá s využitím velkých kopytníků k obnově přírodních procesů v postindustriální krajině, vzniklé technickou rekultivací, spolupracuje Zoologická zahrada v Ústí nad Labem s Biologickým centrem AV ČR a s dalšími odborníky. Pro realizaci projektu, zaměřeného na propojení přírody, volnočasových aktivit a moderního přístupu k udržitelnému rozvoji, je ovšem nezbytné ještě vyřešit majetkové a finanční otázky, jak informoval hejtman Ústeckého kraje Richard Brabec, který byl v minulosti mj. ministrem životního prostředí ČR.

### Zdroj požární vody
Jezero v létě 2022 sloužilo jako zdroj vody pro letecké hašení lesního požáru v Českém Švýcarsku.

## Galerie

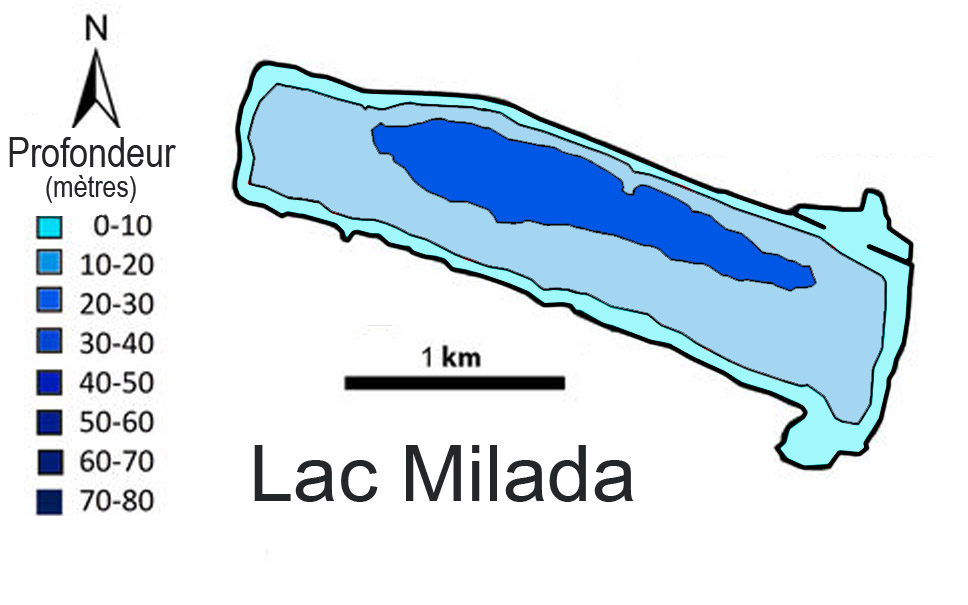
Hloubkový profil jezera
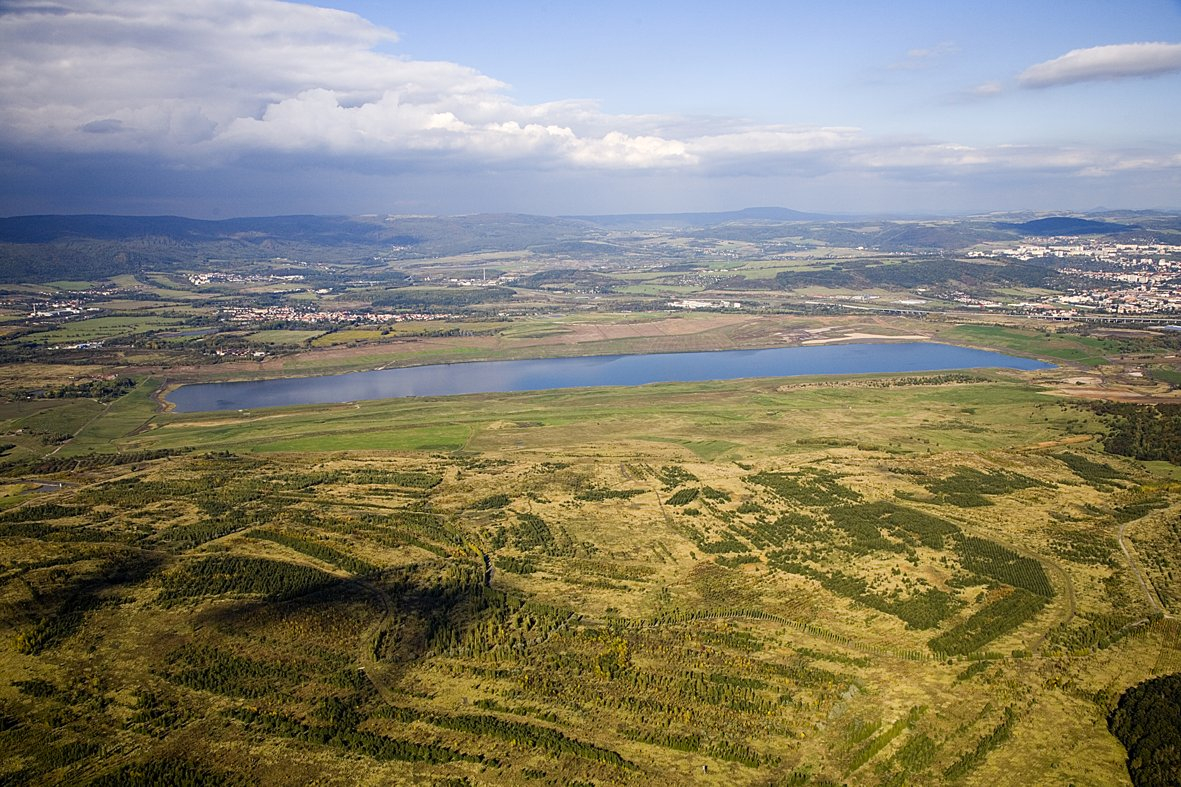
Letecký pohled od jihu (2008 – jezero ještě nebylo plně napuštěno)
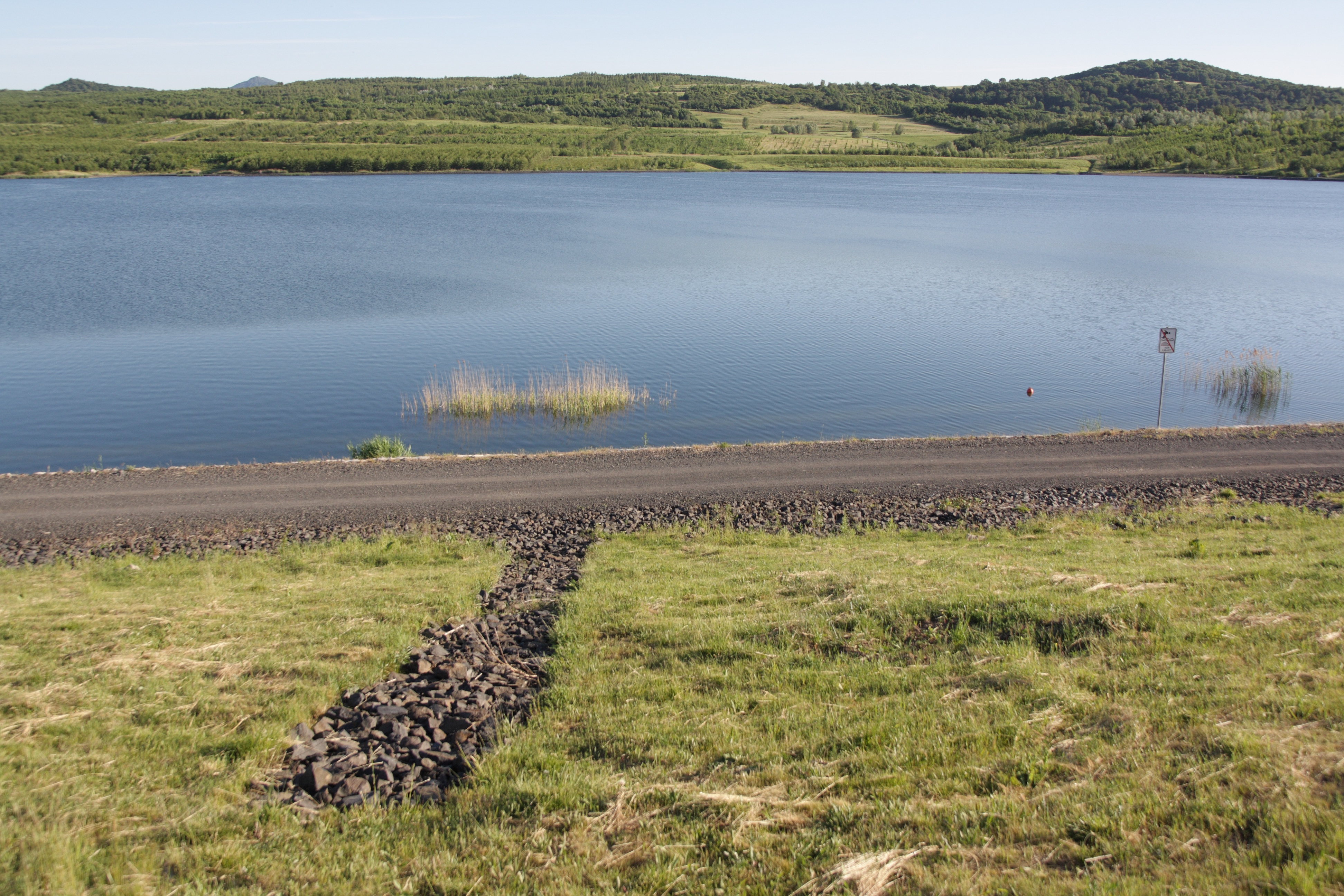
Pohled ze severního svahu
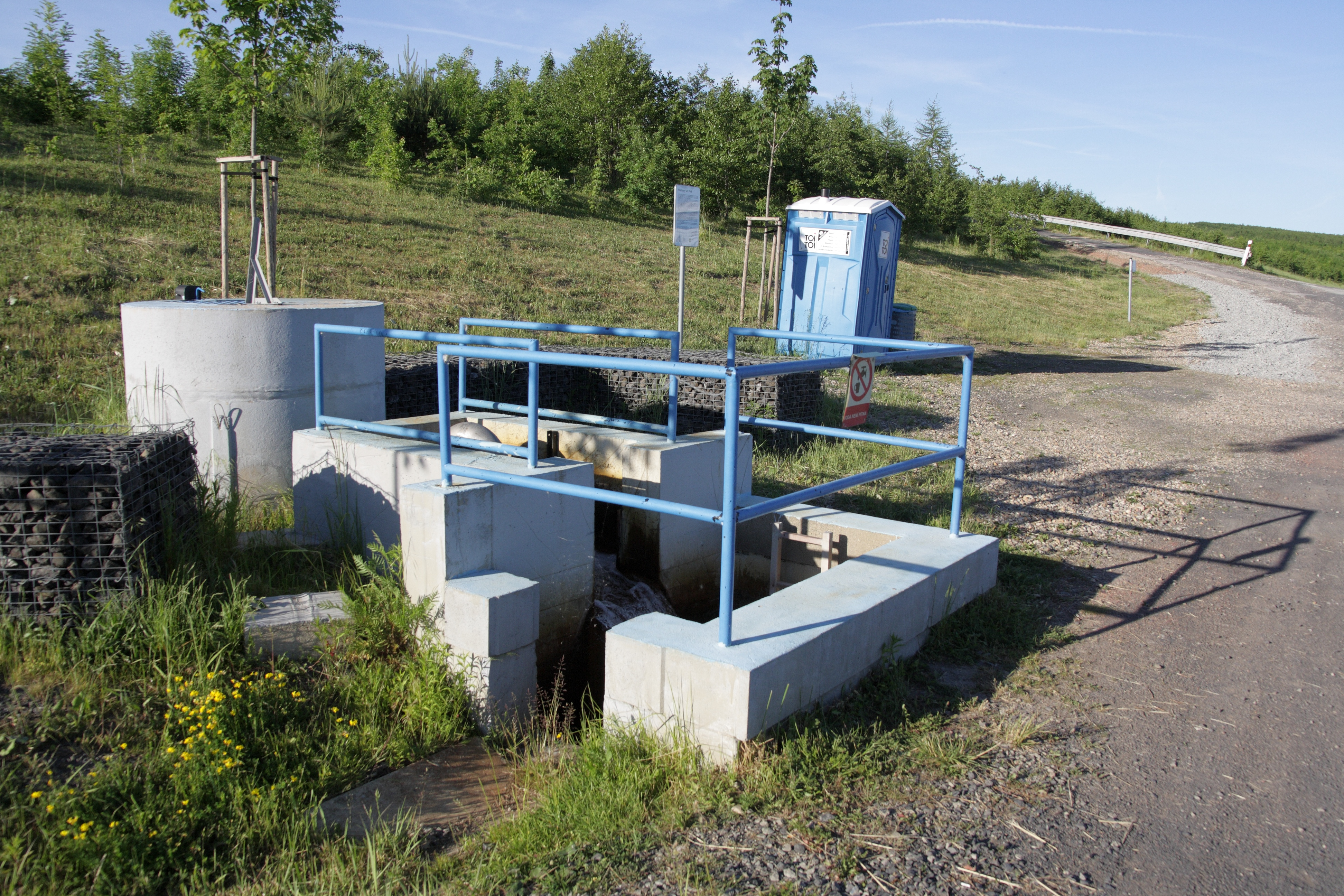
Přelivový vrt PV9
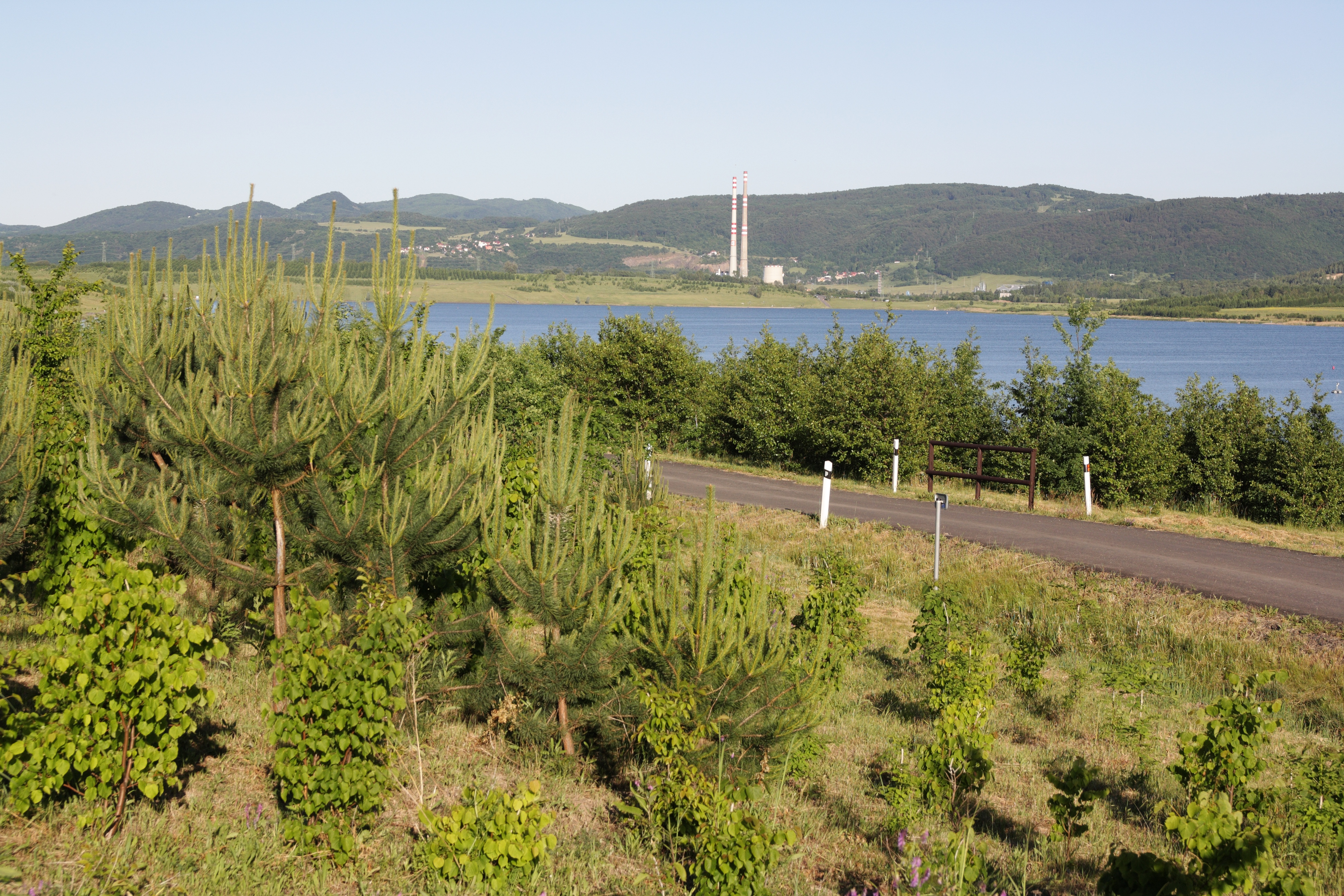
Výsadba na severním břehu
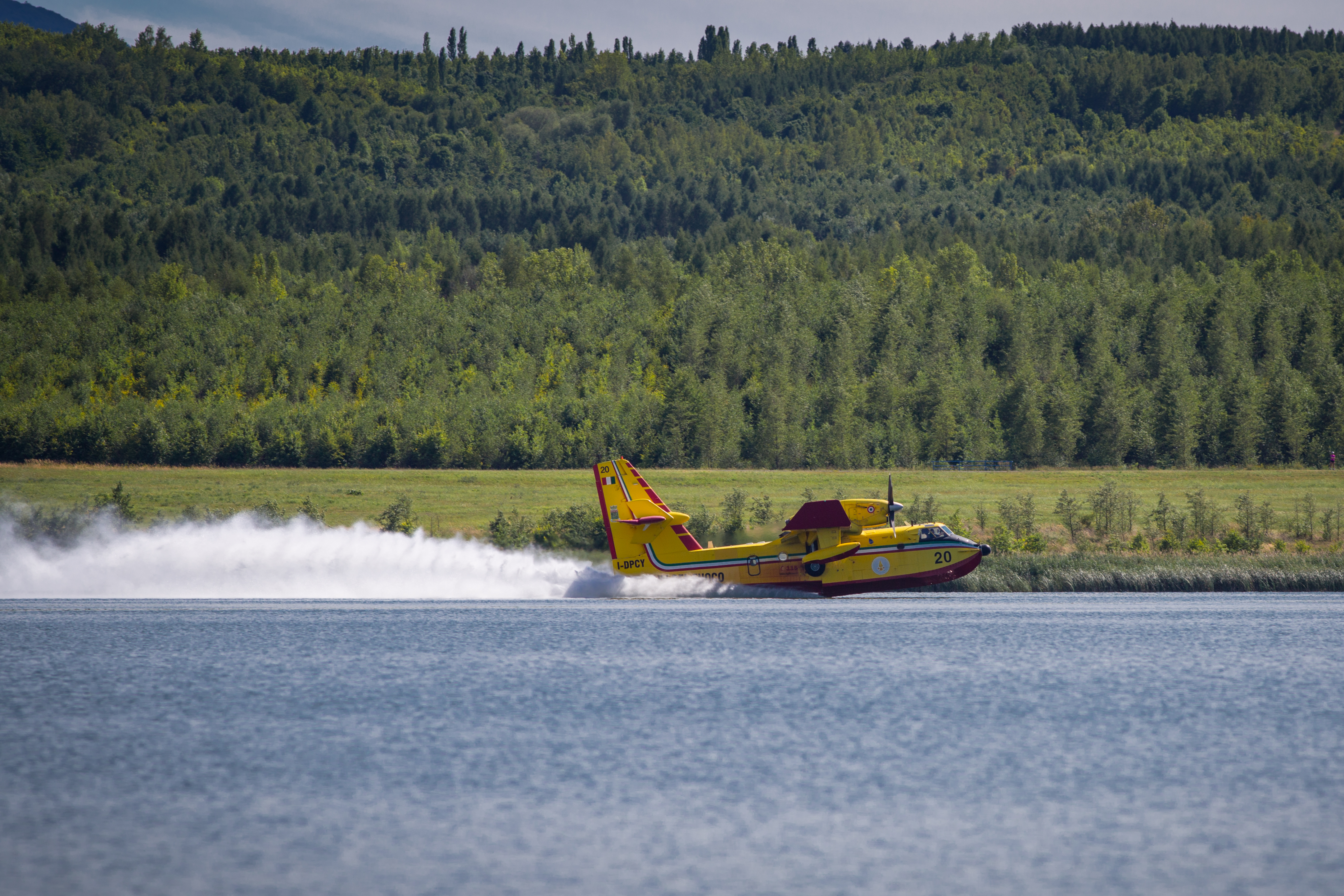
V červenci 2022 tu nabírala vodu italská letadla Canadair CL-415, pomáhající hasit lesní požár v Českosaském Švýcarsku